# Игнашио (Колорадо)
Игнашио (енгл. Ignacio) град је у америчкој савезној држави Колорадо.

## Демографија
По попису из 2010. године број становника је 697, што је 28 (4,2%) становника више него 2000. године.
| Група             | 2000.       | 2010.       |
| Белци             | 210 (31,4%) | 224 (32,1%) |
| Афроамериканци    | 5 (0,7%)    | 7 (1,0%)    |
| Азијати           | 2 (0,3%)    | 1 (0,1%)    |
| Хиспаноамериканци | 325 (48,6%) | 328 (47,1%) |
| Укупно            | 669         | 697         |